# Henriette DeLille
Henriette DeLille, född 1813, död 1862, var en amerikansk nunna. Hon grundade orden Heliga Familjens systrar år 1837, som under hennes ledning ägnade sig åt socialt arbete i New Orleans. 